# Guerrero
Guerrero jedna je od 31 saveznih država Meksika, smještena na jugu zemlje, graniči s meksičkim saveznim državama Michoacán na zapadu, Oaxaca na istoku, a na sjeveru s državama México, Morelos i Puebla. S južne strane države Guerrero nalazi se obala Tihog oceana, a u njoj se nalazi i turističko središte Acapulco, dok je glavni grad savezne države Chilpancingo.
Savezna države je nazvana u čast drugog meksičkog predsjednika generala Vicente Ramón Guerrero Saldaña (10. kolovoza 1782 – 14. veljače 1831), junaka meksičkog rata za nezavisnost. Država se prostire na 64.281 km², a u njoj živi 3.116.453 stanovnika (2009).

## Općine
- Acapulco de Juárez
- Acatepec
- Ahuacuotzingo
- Ajuchitlán del Progreso
- Alcozauca de Guerrero
- Alpoyeca
- Apaxtla
- Arcelia
- Atenango del Río
- Atlamajalcingo del Monte
- Atlixtac
- Atoyac de Alvarez
- Ayutla de los Libres
- Azoyú
- Benito Juárez
- Buenavista de Cuéllar
- Chilapa de Alvarez
- Chilpancingo de los Bravo
- Coahuayutla de José María Izazaga
- Cochoapa el Grande
- Cocula
- Copala
- Copalillo
- Copanatoyac
- Coyuca de Benítez
- Coyuca de Catalán
- Cuajinicuilapa
- Cualác
- Cuautepec
- Cuetzala del Progreso
- Cutzamala de Pinzón
- Eduardo Neri
- Florencio Villarreal
- General Canuto A. Neri
- General Heliodoro Castillo
- Huamuxtitlán
- Huitzuco de los Figueroa
- Iguala de la Independencia
- Igualapa
- Ixcateopan de Cuauhtémoc
- José Azueta
- José Joaquin de Herrera
- Juan R. Escudero
- La Unión de Isidoro Montes de Oca
- Leonardo Bravo
- Malinaltepec
- Marquelia
- Mártir de Cuilapan
- Metlatónoc
- Mochitlán
- Olinalá
- Ometepec
- Pedro Ascencio Alquisiras
- Petatlán
- Pilcaya
- Pungarabato
- Quechultenango
- San Luis Acatlán
- San Marcos
- San Miguel Totolapan
- Taxco de Alarcón
- Tecoanapa
- Técpan de Galeana
- Teloloapan
- Tepecoacuilco de Trujano
- Tetipac
- Tixtla de Guerrero
- Tlacoachistlahuaca
- Tlacoapa
- Tlalchapa
- Tlalixtaquilla de Maldonado
- Tlapa de Comonfort
- Tlapehuala
- Xalpatláhuac
- Xochihuehuetlán
- Xochistlahuaca
- Zapotitlán Tablas
- Zirándaro
- Zitlala